# Bitva u Mons Lactarius
Bitva u Mons Lactarius také známá jako bitva u Vesuvu se odehrála v letech 552 nebo 553 v průběhu gótské války vedené Justiniánem I. proti Ostrogothům v Itálii.
Po bitvě u Tagin, ve které byl zabit ostrogothský král Totila, obsadil byzantský generál Narses město Řím a obklíčil Cumae. Proti němu se postavil ostrogótský král Teias, který shromáždil zbytky ostrogótské armády a pochodoval k Římu, aby ulehčil obléhání. V říjnu 552 (nebo počátkem roku 553) ho Narses s vojáky přepadl u pohoří Mons Lactarius (dnešní Monti Lattari) nedaleko Vesuvu a obce Nuceria Alfaterna v Kampánii. Bitva trvala dva dny, ostrogótský král Teias v bitvě padl a ostrogótská armáda byla poražena, čímž skončila i nadvláda Ostrogótů na Apeninském poloostrově. Přeživší Ostrogóti pod vedením Indulfa odešli na sever do Ticina. Později se Ostrogóti usadili na území dnešního jižního Rakouska. Tím se prakticky skončila druhá gótská válka. Po bitvě byl Apeninský poloostrov znovu napaden, tentokrát Franky, ale i oni byli poraženi a poloostrov zůstal přibližně do roku 620 součástí říše.